# Chlorissa articulicornis
Chlorissa articulicornis är en fjärilsart som beskrevs av Louis Beethoven Prout 1916. Chlorissa articulicornis ingår i släktet Chlorissa och familjen mätare. Inga underarter finns listade i Catalogue of Life.